# Спицин Володимир Кузьмович
Володимир Кузьмович Спицин (22 жовтня 1939, Балаклія — 16 вересня 2004) — голова виконкому міської Ради Донецька. Депутат Верховної Ради УРСР 10—11-го скликань.

## Біографія

меморіальна дошка

Народився 22 жовтня 1939 року в місті Балаклії Харківської області. Після закінчення школи вступив до Харківського гірничого інституту на факультет промислового та цивільного будівництва.
Потрапивши за розподілом у 1961 році до Жданова (нинішній Маріуполь), працював майстром, інженером заводу «Азовсталь». Потім працював секретарем Орджонікідзевського районного комітету ЛКСМУ міста Жданова Донецької області.
Член КПРС з 1964 року.
Через деякий час за сімейними обставинами переїхав до Донецька, де працював з 1964 року на різних інженерно-технічних посадах у тресті «Донецькжитлобуд» № 1. З 1966 року — інструктор Калінінського районного комітету КПУ міста Донецька, інструктор Донецького міського комітету КПУ, завідувач відділу Київського районного комітету КПУ міста Донецька.
У 1971 році призначений начальником будівельного управління № 4 (БУ-4) тресту «Донецькжитлобуд» № 1.
З 1974 року — голова виконавчого комітету Київської районної ради депутатів трудящих міста Донецька. З 1977 по  1978 рік працював 1-м секретарем Київського районного комітету КПУ міста Донецька. За цей час Київський район отримав сотні тисяч квадратних метрів нового і відремонтованого житла, нову дитячу лікарню, у будівництво якої Володимир Кузьмич втягнув всі великі підприємства району, десятки кілометрів теплотрас, дороги, сквери.
З 1978 по 1987 рік — голова виконавчого комітету Донецької міської ради народних депутатів. При ньому відбулося будівництво другої черги «Білого лебедя», прокладання першої в обласному центрі об'їзної дороги, реконструкція Критого ринку. Його зусиллями була укріплена матеріальна база міського Зеленбуду і створений радгосп «Троянда».
Обирався депутатом Верховної Ради УРСР 10-го і 11-го скликань. У 2001 році «За великий особистий внесок у розвиток Донецька, активну громадську роботу та високу громадянську позицію» Володимиру Спицину присвоєне звання почесного громадянина Донецька.
Помер 16 вересня 2004 року.

## Вшанування пам'яті
Донецька міськрада у 2009 році встановила на своїй будівлі пам'ятну дошку на честь колишнього керівника міста, його ім'я увічнене і в назві однієї з вулиць Донецька.